# Toulenne
Toulenne é uma comuna francesa na região administrativa da Nova Aquitânia, no departamento da Gironda. Estende-se por uma área de 6,59 km². Em 2010 a comuna tinha 2 758 habitantes (densidade: 418,5 hab./km²).